# Actinochaetopteryx japonica
Actinochaetopteryx japonica är en tvåvingeart som beskrevs av Louis-Paul Mesnil 1970. Actinochaetopteryx japonica ingår i släktet Actinochaetopteryx och familjen parasitflugor. Inga underarter finns listade i Catalogue of Life.